# Херманс, Софи
София Теодора Моник (Софи) Херманс (нидерл. Sophia Theodora Monique (Sophie) Hermans; род. 1 мая 1981, Неймеген, Гелдерланд) — нидерландский политический и государственный деятель. Член Народной партии за свободу и демократию (VVD). Второй вице-премьер и министр климатической политики и зелёного роста Нидерландов с 2 июля 2024 года. В прошлом — депутат Второй палаты (2017—2024).

## Биография
Родилась 1 мая 1981 года в Неймегене.
Её отец — Лук Херманс (род. 1951), политик, член Народной партии за свободу и демократию (VVD), министр образования, культуры и науки (1998—2002). Её мать — Эдит ван Дейк (нидерл. Edith van Dijk; 17 апреля 1956 — 15 апреля 2014). 
Её сестра Сюзанна (Suzanne Hermans) — стратегический стейкхолдер-менеджер в энергетической компании Vattenfall, в прошлом — пресс-секретарь Министерства обороны Нидерландов. Другая сестра Каролина (Caroliene Hermans) — исполнительный директор Netherland-America Foundation (NAF), покровителями которого являются принцесса Маргарита и её супруг. В марте 2017 года Каролина сменила Софи на должности политического помощника (советника) премьер-министра Марка Рютте. Её младший брат Лодевейк (Lodewijk Hermans) — генеральный директор Pentagon Transport BV, отделения логистической компании Pentagon Freight Services.
В 1993 году поступила в лицей в Драхтене, где в 1998 году получила аттестат HAVO (общее образование), а в 2000 году — VWO (предуниверситетское образование со специализацией).
В 2000—2006 годах училась в Амстердамском университете, где получила степень магистра политологии. В 2006 году прошла курс по международным отношениям и экономике в Университете штата Калифорния в Сан-Франциско. В 2008 году прошла программу для начинающих лидеров в Лондонской школе бизнеса. В 2013 году прошла курс экономики для политиков в Государственной академии финансов, экономики и управления бизнесом (Rijksacademie voor Financiën, Economie en Bedrijfsvoering) при Министерстве финансов Нидерландов в Гааге.
С сентября 2006 года по апрель 2011 года работала (старшим) консультантом в консалтинговой компании Andersson Elffers Felix (AEF) в Утрехте.
С мая 2011 года по ноябрь 2012 года — менеджер программы в ассоциации De Publieke Zaak.

## Политическая карьера
С ноября 2012 года по январь 2015 года — политический помощник (советник) министра жилищного строительства и государственной службы Стефа Блока в Министерстве внутренних дел и по делам королевства Нидерландов в коалиционном правительстве под руководством премьер-министра Марка Рютте, с января 2015 года по март 2017 года — политический помощник (советник) премьер-министра Марка Рютте.
По результатам парламентских выборов 15 марта 2017 года избрана депутатом Второй палаты от Народной партии за свободу и демократию (VVD). Срок полномочий начался 23 марта. Была представителем партии по вопросам здравоохранения (2017—2019). 2 июля 2020 года стала заместителем лидера парламентской группы, сменила Баса ван Ваута, назначенного государственным секретарём по социальным вопросам и занятости.
После парламентских выборов 17 марта 2021 года во Второй палате нового созыва, полномочия которой начались 31 марта, стала исполнять обязанности лидера парламентской группы. Вела переговоры по коалиционному соглашению. 10 января 2022 года Марк Рютте покинул Вторую палату, чтобы возглавить новое коалиционное правительство, и Софи Херманс избрана лидером парламентской группы. 
7 июля 2023 года правительство Нидерландов во главе с премьер-министром Марком Рютте подало в отставку из-за разногласия в правящей коалиции по вопросу миграционной политики. Затем Рютте объявил об уходе из политики. 14 августа новым лидером Народной партии за свободу и демократию стала Дилан Йешилгёз-Зегериус.
На парламентских выборах 2023 года Софи Херманс была второй в списке VVD после Дилан Йешилгёз-Зегериус. Во Второй палате нового созыва, полномочия которой начались 6 декабря 2023 года, лидером парламентской группы стала Дилан Йешилгёз-Зегериус, а Софи Херманс — её заместителем. Софи Херманс исполняла обязанности лидера парламентской группы, в то время как Дилан Йешилгёз-Зегериус по-прежнему исполняла обязанности министра юстиции и безопасности Нидерландов. Софи Херманс ушла из Второй палаты 2 июля 2024 года в связи с назначением на должность министра.
Софи Херманс помогала Дилан Йешилгёз-Зегериус вести переговоры по коалиционному соглашению.
После длительных переговоров Партия свободы (PVV), Народная партия за свободу и демократию (VVD), «Новый общественный договор» (NSC) и «Фермерско-гражданское движение» (BBB) сформировали коалицию. Софи Херманс назначена вторым вице-премьером и министром климатической политики и зелёного роста Нидерландов в правительстве под руководством Дика Схофа, которое начало работу 2 июля 2024 года. Коалиция распалась 3 июня 2025 года после выхода Партии свободы. После отставки Флер Агемы обязанности первого вице-премьера перешли к Софи Херманс, а после отставки Барри Мадленера — обязанности министра инфраструктуры и водного хозяйства Нидерландов.

## Личная жизнь
Состоит в отношениях с партнёром.